# Geführter Filter
Ein Geführter Filter (englisch Guided Filter) ist ein in der Bildverarbeitung angewandter Filter. Er glättet, erhält jedoch Kanten.

## Prinzip
Der geführte Filter verwendet ein Maskenbild zusätzlich zu einem Eingabebild, um das Eingabebild zu glätten. Das Maskenbild sollte dabei ähnliche Kantenverläufe aufweisen, wie das Eingabebild. Das Eingabebild kann gleichzeitig auch als Maske fungieren.
Das Ausgabebild wird wie folgt berechnet:
{\displaystyle f(x')=a_{x}i(x')+b_{x}}
Dabei ist:
- {\displaystyle i(x')} – Das Maskenbild am Bildpunkt {\displaystyle x'}.
- {\displaystyle f(x')} – Das Ausgabebild am Bildpunkt {\displaystyle x'} .
- {\displaystyle a_{x}} – Ein zu berechnender Faktor am Punkt {\displaystyle x}, der mit dem Maskenbild multipliziert wird.
- {\displaystyle b_{x}} – Ein zu berechnender Faktor am Punkt {\displaystyle x}, der auf die Werte des Eingabebildes addiert wird.

{\displaystyle a} und {\displaystyle b} werden aus dem Eingabebild {\displaystyle g(x)} und dem Maskenbild an jedem Bildpunkt wie folgt berechnet:
{\displaystyle a_{x}={{Cov[i(x),g(x)]} \over {Var[i(x)]}+\epsilon }}
{\displaystyle b_{x}=E_{\omega _{x}}[g(x)]-a_{x}\cdot E_{\omega _{x}}[i(x)]}
Hierfür ist die Berechnung der Kovarianz zwischen Maskenbild (hier {\displaystyle X}) und Eingabebild (hier: {\displaystyle Y})
{\displaystyle Cov[X,Y]=E[X\cdot Y]-E[Y]\cdot E[X]}
und der Varianz des Maskenbildes
{\displaystyle Var[X]=E[X^{2}]-E[X]\cdot E[X]}
an jedem Bildpunkt notwendig.
{\displaystyle E_{\omega _{x}}[x]} ist ein quadratischer Mittelwertfilter am Punkt {\displaystyle x}, dessen Größe {\displaystyle r} ein frei wählbarer Parameter ist.
{\displaystyle \epsilon } ist ein frei wählbarer Parameter, der die Unterscheidung zwischen flachen Stellen und Kantenbereichen festlegt.
Verhalten der Parameter:
- An flachen Stellen dominiert {\displaystyle b}, während {\displaystyle a} klein ist
- An Kanten dominiert {\displaystyle a}, während {\displaystyle b} klein ist

## Beispiel

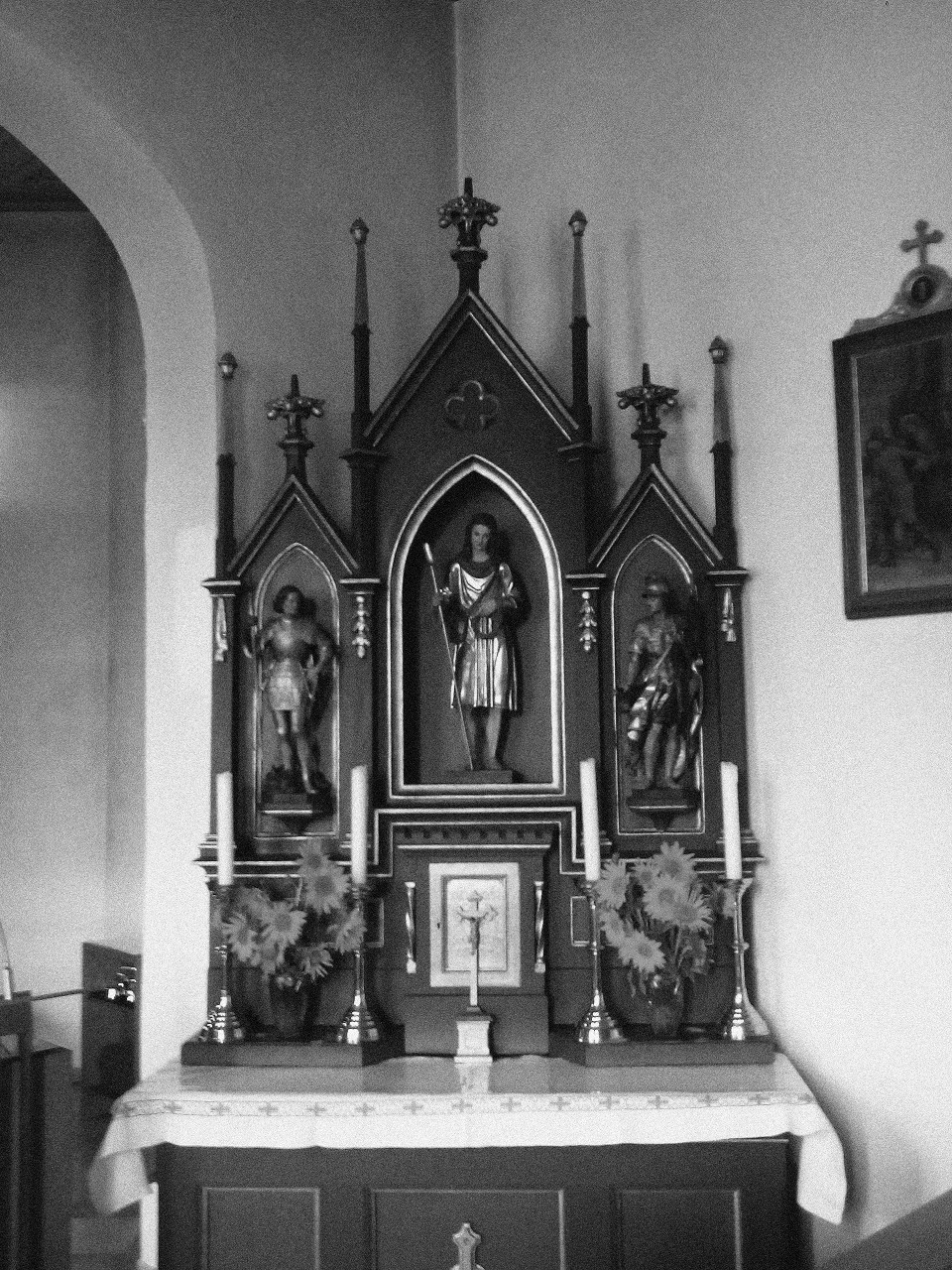
Originalbild ohne Rauschen
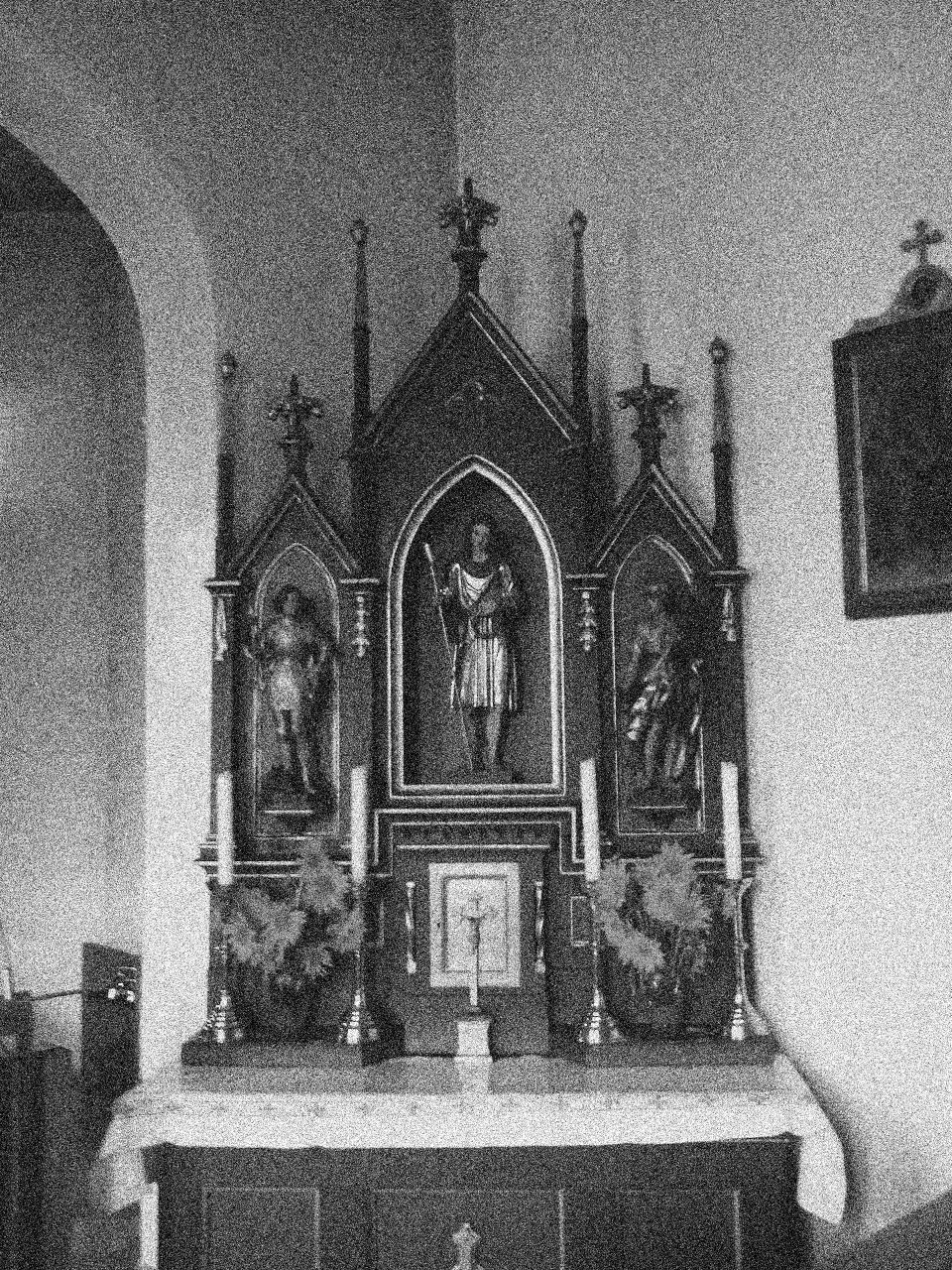
Dasselbe Bild mit künstlichem Rauschen
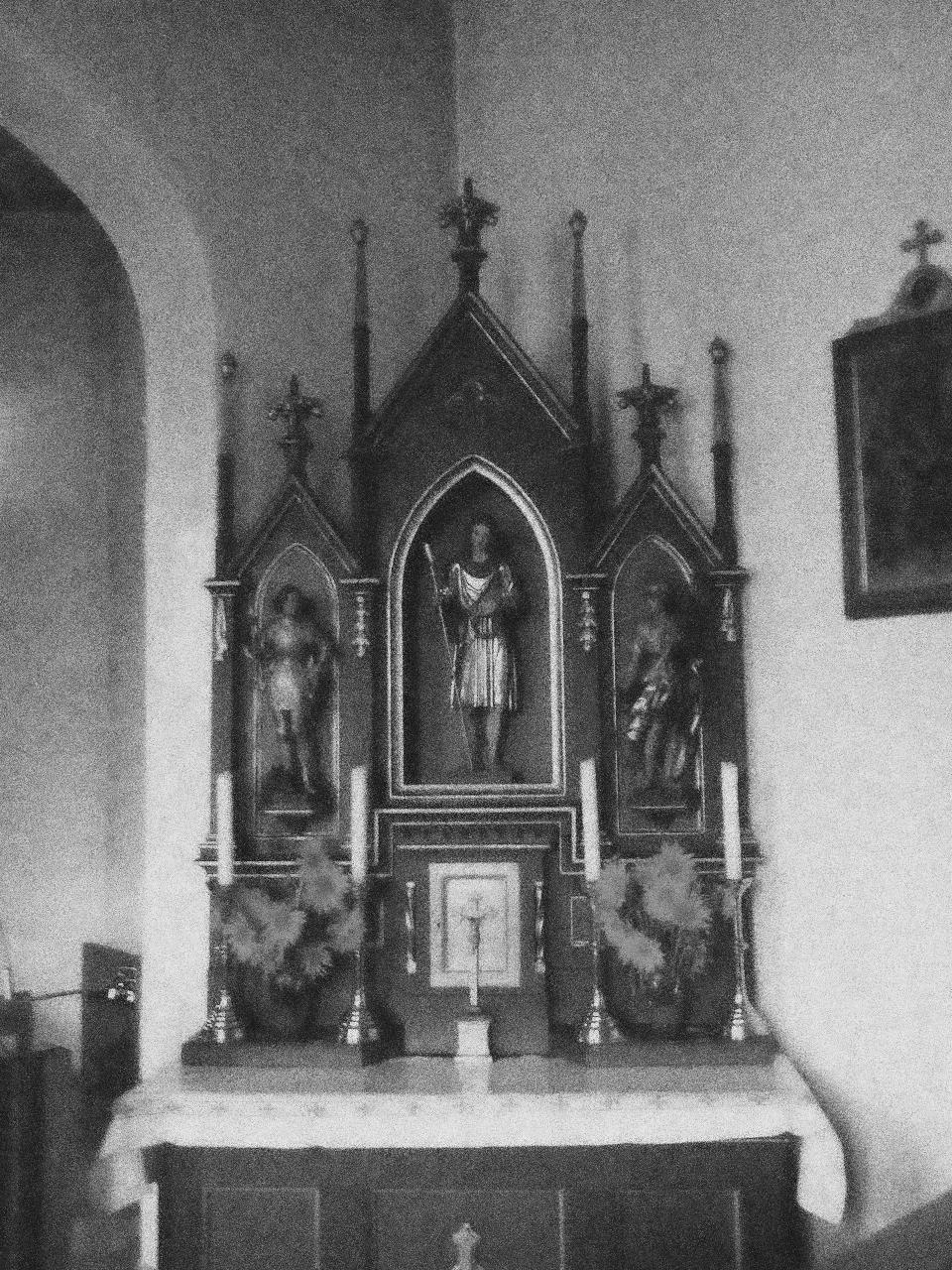
Und nach Verwendung des geführten Filters

## Vorteile
- Der Filter weist eine lineare Komplexität auf, da der quadratische Filterkernel des Mittelwertes durch versetzte Summen berechnet werden kann. Er ist dabei wesentlich weniger komplex als der bilaterale Filter.
- Es entstehen glatte, aber kantenerhaltende Bilder.